# Egla
Egla (zm. po 1010 p.n.e.) – żona izraelskiego króla Dawida. Matka jego szóstego syna Jitreama. Dawid poślubił Eglę w czasie, kiedy panował w Hebronie, czyli przypuszczalnie między 1010 a 1003 p.n.e. Należy podkreślić, że chronologia życia Dawida - a co za tym idzie data poślubienia przez niego Egli - wciąż pozostaje dyskusyjna.
Więcej informacji na temat Egli źródła biblijne nie przekazały.